# Insectivorous Plants
Insectivorous Plants é um livro do naturalista britânico e pioneiro da teoria da evolução Charles Darwin, publicado pela primeira vez em 2 de julho de 1875 em Londres.
Parte de uma série de obras de Darwin relacionadas à sua teoria da seleção natural, o livro é um estudo de plantas carnívoras com atenção especial às adaptações que lhes permitem viver em condições difíceis. Ele inclui ilustrações do próprio Darwin, juntamente com desenhos de seus filhos George e Francis Darwin.
O livro descreve os experimentos de Darwin com várias plantas carnívoras, nos quais ele estudou cuidadosamente seus mecanismos de alimentação. Darwin testou vários métodos para estimular as plantas a ativarem seus mecanismos de captura, incluindo alimentá-las com carne e vidro, soprar sobre elas e cutucá-las com cabelo. Ele descobriu que apenas o movimento de um animal fazia as plantas reagirem e concluiu que se tratava de uma adaptação evolutiva para conservar energia ao capturar presas e ignorar estímulos que provavelmente não seriam nutritivos. Também constatou que, enquanto algumas plantas possuem estruturas distintas em forma de armadilha, outras produzem fluidos pegajosos para capturar suas presas, concluindo que isso resultava de pressões de seleção natural que levaram a diferentes métodos de obtenção de alimento.
A primeira edição teve uma tiragem de cerca de 3 000 cópias. Foi traduzida para vários idiomas durante a vida de Darwin, incluindo o alemão. Uma segunda edição em inglês foi publicada em 1888, após a morte de Darwin, editada com acréscimos e notas de rodapé por Francis Darwin.

## Resumo

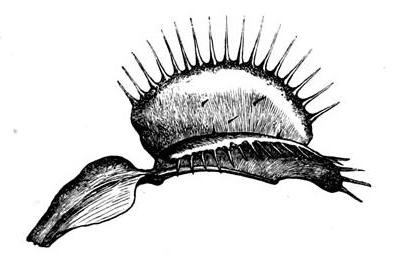
Desenho de uma Venus flytrap, uma das plantas estudadas por Darwin, da tradução alemã

Todos os números de página referem-se à edição de 1875, publicada por John Murray.
Desde suas primeiras observações em 1860 de Drosera rotundifolia (a orvalha-comum), Darwin desenvolveu uma série de experimentos que demonstraram o quão “excelentemente adaptadas” essas plantas são para capturar insetos (p. 3). Ele sabia que essas plantas prosperam em ambientes com pouco nitrogênio, crescendo em brejos, solo turfoso pobre e musgo (p. 18). A maioria das plantas obtém nutrientes do solo por meio das raízes, mas essas plantas apresentam sistemas radiculares fracos e se adaptaram para receber nutrientes (principalmente substâncias nitrogenadas) de insetos capturados.
Darwin observou que Drosera e outras plantas carnívoras também se alimentam de sementes, tornando-as igualmente consumidoras de material vegetal (p. 134).
Suas observações mais notáveis (p. 3–4) incluem:
1. A sensibilidade das glândulas a pressões leves e a pequenas doses de substâncias nitrogenadas. Ele notou que, embora haja sensibilidade extrema, ela é totalmente adequada ao propósito de obter sustento: por exemplo, elas não reagem a chuva forte nem ao vento que faz outras folhas tocarem nelas, o que evita gasto de energia desnecessário.
2. A capacidade de digerir substâncias nitrogenadas ao secretar matéria digestiva para depois absorvê-las. Darwin notou que a digestão segue um padrão semelhante ao de processos animais (p. 135), pois um ácido é liberado para fermentar a fonte de nutrientes (equivalente à pepsina). A forma como essas plantas adaptaram tal processo a partir de substâncias já existentes em seu sistema é discutida mais adiante no livro (p. 361).
3. As mudanças que ocorrem dentro das células quando as glândulas são estimuladas de diferentes maneiras. Grande parte do livro descreve os experimentos com Drosera rotundifolia. Em seguida, Darwin compara diferentes variedades de plantas carnívoras, observando que, em alguns casos, partes distintas da folha são responsáveis pela digestão e outras pela absorção de matéria em decomposição (p. 330–331). Ele conjecturou que as plantas podem se especializar em uma dessas funções ao longo do tempo, perdendo gradualmente a outra. Isso explicaria como Pinguicula e Utricularia, apesar de pertencerem à mesma família (p. 331), apresentam funções diferentes.

Darwin escreveu em sua autobiografia que “o fato de uma planta secretar, quando devidamente estimulada, um fluido contendo um ácido e um fermento, intimamente análogo ao fluido digestivo de um animal, foi certamente uma descoberta notável.”